# F**k You
F**k You (Strutter) est une émission sur MTV diffusée en Angleterre, Irlande, Espagne, France, Roumanie, Suède, Danemark, Belgique, Pologne, Norvège, Estonie, Lettonie, Lituanie, Finlande et aux Pays-Bas. Le personnage principal est Michael 'Mike' Strutter, interprété par Paul Kaye.
L'émission est centrée sur une diffusion de clips dans lesquels des gens se blessent, de clips musicaux, de spots publicitaires imaginaires "Struttergear", d'interviews,... Tout cela avec les moqueries grossières de Strutter.
Le show fut diffusé à raison de deux saisons de chacune huit épisodes.
F**k You a également été promu dans le Guinness Book pour l'émission où le plus d'insultes ont été prononcées.